# جيمس فيكتور براون
جيمس فيكتور براون (بالإنجليزية: James Victor Brown)‏ هو لاعب اتحاد الرغبي أسترالي، ولد في 5 يونيو 1935 في سيدني في أستراليا.